# Euphyia bubaceki
Euphyia bubaceki är en fjärilsart som beskrevs av Kautz 1922. Euphyia bubaceki ingår i släktet Euphyia och familjen mätare. Inga underarter finns listade i Catalogue of Life.